# Edhem Pascià
Edhem Pascià (Trebisonda, 12 agosto 1851 – Istanbul, 17 dicembre 1909) è stato un militare ottomano, comandante dell'esercito ottomano.

## Biografia
Fu il vice di Osman Nuri Pascià durante l'Assedio di Pleven nel 1877. Fu il comandante principale dell'esercito ottomano che sconfisse l'esercito greco sul fronte della Tessaglia durante la guerra greco-turca (1897), che si sarebbe conclusa con una decisiva vittoria turca. Edhem Pascià ebbe particolare successo nella battaglia di Domokos. Catturò Larissa e Trikala, ma altri stati europei intervennero a favore della Grecia, per il pericolo che i turchi potessero di nuovo catturare il resto della Morea. Di conseguenza, la guerra greco-turca risultò in una situazione di stallo strategico, nonostante la vittoria militare turca sul campo. Edhem Pascià morì a Costantinopoli (l'odierna Istanbul) nel 1909.